# Fabbriche di Vergemoli
Fabbriche di Vergemoli är en kommun i provinsen Lucca i regionen Toscana i Italien. Kommunen hade 821 invånare (2018).
Kommunen Fabbriche di Vergemoli bildades den 1 januari 2014 genom en sammanslagning av de tidigare kommunerna Fabbriche di Vallico och Vergemoli.